# 리세광
리세광(李世光, 1985년 1월 21일~)은 조선민주주의인민공화국의 기계 체조 선수이다. 2016년 하계 올림픽 남자 도마 금메달리스트이다.

## 선수 경력
2006년 아시안 게임에서 도마에서 금메달을 획득하여, 아시안 게임 도마 종목에서 최초로 금메달을 획득한 조선민주주의인민공화국 선수가 되었다. 2007년 대단히 높은 난이도의 새로운 도마 기술을 선보였으며, 이 기술은 리세광 자신의 이름을 따 "리"라는 이름이 붙었다. 리세광 기술의 난이도는 7.2로 난이도 7.4였던 양학선의 기술 다음으로 난이도가 높은 기술이었다. 2009년 체조 세계 선수권 대회에 출전하였으나 첫 번째 시기에서 넘어지고, 두 번째 시기에서 경계를 벗어나 7위에 그쳤다. 2014년 세계 체조 선수권 대회에서는 올림픽 금메달리스트인 양학선을 이기고 금메달을 획득하였고, 2015년 세계 체조 선수권 대회에서도 금메달을 획득하였다.
2016년 하계 올림픽 남자 도마 종목에서 금메달을 획득하였다. 조선민주주의인민공화국의 올림픽 남자 체조 금메달은 1992년 배길수가 안마에서 금메달을 딴 후 이후 24년만이다. 2020년 2월, 현역에서 은퇴했다.